# 岩崎量示
岩崎 量示（いわさき りょうじ、1979年4月17日 - ）は、日本の写真家。埼玉県出身、北海道在住。
2002年に立教大学経済学部を卒業。2005年より、北海道上士幌町糠平に居住。
大雪山国立公園内に残る旧士幌線のタウシュベツ川橋梁の撮影を継続している。
2013年にタウシュベツ川橋梁の写真のみで構成した個展『タウシュベツ拾遺』を富士フイルムフォトサロン東京など各都市で巡回。
2018年1月にはタウシュベツ川橋梁を記録した写真集『タウシュベツ川橋梁』を北海道新聞社から刊行。同年、北海道・十勝の厳寒の冬を表現した個展『華氏0度』を富士フイルムフォトサロン東京で開催した。

## 著書
- 『タウシュベツ川橋梁』北海道新聞社、2018年